# دانشگاه موسیقی و تئاتر لایپزیگ
دانشگاه موسیقی و تئاتر «فلیکس مندلسون بارتولدی» لایپزیگ (به آلمانی: Hochschule für Musik und Theater "Felix Mendelssohn Bartholdy" Leipzig) دانشگاه دولتی در لایپزیگ، ايالت زاکسن در آلمان هست.
این دانشگاه در سال ۱۸۴۳ توسط فلیکس مندلسون تأسیس شد و نام وقت آن «Conservatorium der Musik» (کنسرواتوار موسیقی) بود. نام این دانشگاه به یاد موسس آن، در سال ۱۹۷۲ به «فلیکس مندلسون بارتولدی» عوض شد. دانشگاه مندلسون قدیمی‌ترین دانشکده موسیقی آلمان هست.